# Mittenrauwert
Der Mittenrauwert Ra (oder in älterer Literatur: Mittenrauhwert) ist eine Messgröße der Rauheit einer technischen Oberfläche, die beispielsweise durch Zerspan-, Urform- oder Umformprozesse hergestellt wurde.

## Normung

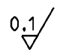
Symbol für den Mittenrauwert

Das Kürzel Ra für den arithmetischen Mittenrauwert ist nach DIN EN ISO 4287:2010 genormt. Die Eintragung in technische Zeichnungen erfolgt laut DIN EN ISO 1302:2002 in Verbindung mit dem Grundsymbol.  Der Ra-Wert wird auf die obenliegende Seite des Dreiecks eingetragen, ein mögliches Bearbeitungsverfahren (z. B. geschliffen) über der sogenannten Fahne, wobei der Zusatz „Ra“ auch weggelassen werden kann. Die Angabe des Mittenrauwertes richtet sich nach dem jeweiligen Herstellungsverfahren und kann Tabellen entnommen werden (vgl. DIN 4766-2 – zurückgezogen ohne Nachfolge).
Nach DIN 3141 gibt es verschiedene Zuordnungsreihen für die Oberflächenangaben. Bevorzugt wird in der Theorie die Reihe 3, die von Ra 6,3 (geschruppt) bis Ra 0,1 (feinstgeschlichtet) reicht. In der Praxis findet sich jedoch meist die Reihe 2 von 12,5 bis 0,1. Der Mittenrauwert wird dabei in Mikrometer (µm) angegeben.

## Ermittlung des Mittenrauwertes
Zur Ermittlung dieses Messwertes wird die Oberfläche auf einer definierten Messstrecke abgetastet und sämtliche Höhen- und Tiefenunterschiede der Oberfläche aufgezeichnet. Nach der Berechnung des bestimmten Integrals dieses Rauheitsverlaufes auf der Messstrecke wird abschließend dieses Ergebnis durch die Länge der Messstrecke dividiert. Die Spanne der Rauheitswerte reicht von 25 µm bei sehr rauen Flächen mit spürbaren Riefen bis hin zu unter 0,1 µm mit nicht mehr sichtbaren Bearbeitungsspuren.

## Vergleichswerte
N ist die Rauheitsklasse, bei Neukonstruktionen ist diese nicht mehr zu verwenden.
| N  | Ra / µm | Bemerkung                           |
| -- | ------- | ----------------------------------- |
|    | 0,0002  | Ultrapräzisionsdiamantdrehen        |
| 1  | 0,025   | keine sichtbaren Bearbeitungsspuren |
| 2  | 0,05    | —                                   |
| 3  | 0,1     | Ultrafeinschleifen                  |
| 4  | 0,2     | Feinschleifen                       |
| 5  | 0,4     | Vorschleifen                        |
| 6  | 0,8     | Grobschleifen                       |
| 7  | 1,6     | geschlichtet                        |
| 8  | 3,2     | geschruppt                          |
| 9  | 6,3     | —                                   |
| 10 | 12,5    | Kokillenguss                        |
| 11 | 25      | —                                   |
| 12 | 50      | —                                   |